# محمدحسین فاضل تونی
محمدحسین فاضل تونی، (۸ دی ۱۲۵۹، تون (فردوس امروزی) - ۱۲ بهمن ۱۳۳۹، تهران)، فقیه مجتهد و استاد برجستهٔ فلسفه، منطق و ادبیات عرب در دانشگاه تهران بود.

## زندگی و تحصیلات
فاضل تونی سال ۱۲۹۸ قمری در فردوس (تون) خراسان و در یک خانواده روحانی به دنیا آمد. پس از دوران کودک و تحصیلات مقدماتی برای کسب دانش به مشهد رفت و به حضور ادیب نیشابوری رسید. در محضر درس ادیب رسم بر این بود که به طور نوبتی طلبه‌ها از کتاب مطول می‌خواندند و استاد به تشریح مطلب خوانده شده می‌پرداخت. وقتی نوبت شیخ محمدحسین رسید و قرائت کرد بسیار مورد توجه استاد قرار گرفت و وی را تشویق نمود به طوری که از آن پس ملقب به فاضل تونی شد. فاضل برای ادامه تحصیل به اصفهان رفت و به حضور استادان بزرگ آن حوزۀ علمی از جمله جهانگیرخان قشقایی رسید و در مکتب وی شفای ابو علی سینا و اسفار ملاصدرا را آموخت. فاضل تونی در فقه، اصول، حکمت، فلسفه، ریاضی و نجوم به مقام استادی رسید و به دعوت دکتر ولی‌اله نصر به تهران رفت و در مدرسه علوم سنایی مشغول به تحصیل شد تا اینکه دانشگاه تهران به وجود آمد و فاضل به استادی دانشگاه رسید.

## در دانشگاه تهران
وی در مهر ۱۳۱۲، به عنوان معلم ادبیات عرب در دانشسرای عالی تهران (که اکنون با نام دانشگاه خوارزمی شناخته می‌شود) مشغول به کار شد. و در دوره رضاشاه عمامه را کنار گذاشت در سال ۱۳۱۵، در دانشکدهٔ ادبیات دانشگاه تهران به مقام استادی رسید و تدریس زبان و ادبیات عرب و فلسفهٔ قدیم به او واگذار شد. فاضل تونی، علاوه بر تدریس در دانشکدهٔ ادبیات، به استادی دانشکدهٔ علوم معقول و منقول نیز گمارده شد. وی تا سال ۱۳۳۴ در دانشگاه تهران به تدریس مشغول بود.
فاضل تونی، به علت حافظهٔ حیرت‌انگیزش، احتیاج به یادداشت کردن نداشت و بسیار کم دست به قلم می‌برد. به این دلیل آثار مکتوب او محدود است و بیشتر یادداشت‌های دانشجویان او، به صورت کتاب درآمده و حواشی مختصری بر آثار عرفانی و فلسفی نوشته‌است. از جمله آثار او، جزوه صرف، تعلیقه بر شرح فصوص‌الحکم، کتاب‌های صرف و نحو و قرائت، ترجمهٔ متون سماع طبیعی، منتخب قرآن و نهج‌البلاغه، منتخب کلیله و دمنه عربی و وفیات الاعیان، جزوه منطق، حکمت قدیم و الهیات را می‌توان نام برد.

## آثار
تألیفات فاضل تونی عبارتند از:
- حکمت قدیم
- الهیات
- ترجمه قانون سماع طبیعی
- تعلیقه بر شرح فصوص الحکم
- حواشی بر اسفار

## درگذشت
فاضل تونی در تهران درگذشت و در مقبره شیخان قم نزدیکی حرم فاطمه معصومه به خاک سپرده شد.